# Wim Koevermans
Wilhelmus "Wim" Jacobus Koevermans (* 28. června 1960, Vlaardingen) je bývalý nizozemský fotbalista. Nastupoval především na postu obránce.
S nizozemskou reprezentací vyhrál Mistrovství Evropy 1988, na šampionátu však do bojů nezasáhl. V národním týmu odehrál 1 utkání, nastoupil k přátelskému zápasu proti Bulharsku, který se konal 24. května 1988.
V nizozemské nejvyšší soutěži hrál za Fortunu Sittard a FC Groningen.
Poskončení hráčské kariéry se stal trenérem, mj. dva roky vedl indickou reprezentaci.